# Monjasa Park
Monjasa Park, er et fodboldstadion ud mod Vestre Ringvej i Fredericia, som er hjemsted for byens fodboldklub, 3F Superliga klubben FC Fredericia. Fredericia-firmaet Monjasa, der bl.a. leverer skibsbrændstof, er navnesponsor for stadionet.
Stadionet er anlagt og indviet i 2006 og sammenbygget med Fredericia Idrætscenter, der står for den daglige drift og udlejning. Med to nye tribuner færdigbygget i 2025 er tilskuerkapaciteten på ca. 3.000 siddepladser.